# Premiul Hugo pentru cel mai bun roman (1981-2000)
←←(1953-1960) ←(1961-1980) 1981-2000 (2001-prezent)→
Aceasta este lista romanelor câștigătoare plus nominalizările la Premiul Hugo pentru cel mai bun roman în perioada 1981-2000:
  *   Câștigătorii
| An   | Autor(i)                        | Roman                                   | Editor sau publicație                     | Ref    |
| ---- | ------------------------------- | --------------------------------------- | ----------------------------------------- | ------ |
| 1981 | Joan D. Vinge*                  | Regina Zăpezilor                        | Dial Press                                | [ 1 ]  |
| 1981 | Robert Silverberg               | Lord Valentine's Castle                 | The Magazine of Fantasy & Science Fiction | [ 1 ]  |
| 1981 | Larry Niven                     | Inginerii Lumii Inelare                 | Galileo Magazine of Science & Fiction     | [ 1 ]  |
| 1981 | Frederik Pohl                   | Dincolo de orizontul albastru           | Del Rey Books                             | [ 1 ]  |
| 1981 | John Varley                     | Wizard                                  | Berkley Putnam                            | [ 1 ]  |
| 1982 | C. J. Cherryh*                  | Downbelow Station                       | DAW Books                                 | [ 2 ]  |
| 1982 | Gene Wolfe                      | Gheara Conciliatorului                  | Timescape                                 | [ 2 ]  |
| 1982 | Julian May                      | The Many Colored Land                   | Houghton Mifflin                          | [ 2 ]  |
| 1982 | Clifford D. Simak               | Project Pope                            | Del Rey Books                             | [ 2 ]  |
| 1982 | John Crowley                    | Little, Big                             | Bantam Books                              | [ 2 ]  |
| 1983 | Isaac Asimov*                   | Marginea Fundației                      | Doubleday                                 | [ 3 ]  |
| 1983 | C. J. Cherryh                   | The Pride of Chanur                     | DAW Books                                 | [ 3 ]  |
| 1983 | Arthur C. Clarke                | 2010: Odyssey Two                       | Del Rey Books                             | [ 3 ]  |
| 1983 | Robert A. Heinlein              | Friday                                  | Holt, Rinehart and Winston                | [ 3 ]  |
| 1983 | Donald Kingsbury                | Courtship Rite                          | Timescape                                 | [ 3 ]  |
| 1983 | Gene Wolfe                      | Spada Lictorului                        | Timescape                                 | [ 3 ]  |
| 1984 | David Brin*                     | Startide Rising                         | Bantam Books                              | [ 4 ]  |
| 1984 | R. A. MacAvoy                   | Tea with the Black Dragon               | Bantam Books                              | [ 4 ]  |
| 1984 | John Varley                     | Millennium                              | Berkley Books                             | [ 4 ]  |
| 1984 | Anne McCaffrey                  | Moreta: Dragonlady of Pern              | Del Rey Books                             | [ 4 ]  |
| 1984 | Isaac Asimov                    | Roboții de pe Aurora                    | Doubleday                                 | [ 4 ]  |
| 1985 | William Gibson*                 | Neuromantul                             | Ace Books                                 | [ 5 ]  |
| 1985 | David R. Palmer                 | Emergence                               | Bantam Books                              | [ 5 ]  |
| 1985 | Vernor Vinge                    | The Peace War                           | Bluejay Books                             | [ 5 ]  |
| 1985 | Robert A. Heinlein              | Job: A Comedy of Justice                | Del Rey Books                             | [ 5 ]  |
| 1985 | Larry Niven                     | The Integral Trees                      | Del Rey Books                             | [ 5 ]  |
| 1986 | Orson Scott Card*               | Jocul lui Ender                         | Tor Books                                 | [ 6 ]  |
| 1986 | C. J. Cherryh                   | Cuckoo's Egg                            | DAW Books                                 | [ 6 ]  |
| 1986 | David Brin                      | Poștașul vine după Apocalips            | Bantam Spectra                            | [ 6 ]  |
| 1986 | Larry Niven and Jerry Pournelle | Footfall                                | Del Rey Books                             | [ 6 ]  |
| 1986 | Greg Bear                       | Blood Music                             | Arbor House                               | [ 6 ]  |
| 1987 | Orson Scott Card*               | Vorbitor în numele morților             | Tor Books                                 | [ 7 ]  |
| 1987 | Bob Shaw                        | Astronauții zdrențăroși                 | Victor Gollancz Ltd                       | [ 7 ]  |
| 1987 | William Gibson                  | Contele Zero                            | Asimov's Science Fiction                  | [ 7 ]  |
| 1987 | Vernor Vinge                    | Marooned in Realtime                    | Analog Science Fact & Fiction             | [ 7 ]  |
| 1987 | L. Ron Hubbard                  | Black Genesis                           | Bridge Publications                       | [ 7 ]  |
| 1988 | David Brin*                     | Războiul elitelor                       | Bantam Spectra                            | [ 7 ]  |
| 1988 | George Alec Effinger            | When Gravity Fails                      | Arbor House                               | [ 8 ]  |
| 1988 | Orson Scott Card                | Seventh Son                             | Tor Books                                 | [ 8 ]  |
| 1988 | Greg Bear                       | The Forge of God                        | Tor Books                                 | [ 8 ]  |
| 1988 | Gene Wolfe                      | The Urth of the New Sun                 | Tor Books                                 | [ 8 ]  |
| 1989 | C. J. Cherryh*                  | Cyteen                                  | Warner Books                              | [ 8 ]  |
| 1989 | Orson Scott Card                | Red Prophet                             | Tor Books                                 | [ 9 ]  |
| 1989 | Lois McMaster Bujold            | Falling Free                            | Analog Science Fact & Fiction             | [ 9 ]  |
| 1989 | Bruce Sterling                  | Islands in the Net                      | Arbor House                               | [ 9 ]  |
| 1989 | William Gibson                  | Mona Lisa Overdrive                     | Victor Gollancz Ltd                       | [ 9 ]  |
| 1990 | Dan Simmons*                    | Hyperion                                | Doubleday                                 | [ 10 ] |
| 1990 | George Alec Effinger            | A Fire in the Sun                       | Doubleday                                 | [ 10 ] |
| 1990 | Orson Scott Card                | Prentice Alvin                          | Tor Books                                 | [ 10 ] |
| 1990 | Poul Anderson                   | The Boat of a Million Years             | Tor Books                                 | [ 10 ] |
| 1990 | Sheri S. Tepper                 | Grass                                   | Doubleday                                 | [ 10 ] |
| 1991 | Lois McMaster Bujold*           | The Vor Game                            | Baen Books                                | [ 11 ] |
| 1991 | David Brin                      | Earth                                   | Bantam Spectra                            | [ 11 ] |
| 1991 | Dan Simmons                     | Căderea lui Hyperion                    | Doubleday                                 | [ 11 ] |
| 1991 | Michael P. Kube-McDowell        | The Quiet Pools                         | Ace Books                                 | [ 11 ] |
| 1991 | Greg Bear                       | Queen of Angels                         | Warner Questar                            | [ 11 ] |
| 1992 | Lois McMaster Bujold*           | Barrayar                                | Analog Science Fact & Fiction             | [ 12 ] |
| 1992 | Emma Bull                       | Bone Dance                              | Ace Books                                 | [ 12 ] |
| 1992 | Anne McCaffrey                  | All the Weyrs of Pern                   | Del Rey Books                             | [ 12 ] |
| 1992 | Joan D. Vinge                   | The Summer Queen                        | Warner Questar                            | [ 12 ] |
| 1992 | Orson Scott Card                | Xenocid                                 | Tor Books                                 | [ 12 ] |
| 1992 | Michael Swanwick                | Stations of the Tide                    | Asimov's Science Fiction                  | [ 12 ] |
| 1993 | Vernor Vinge* (tie)             | Foc în adânc                            | Tor Books                                 | [ 13 ] |
| 1993 | Connie Willis* (tie)            | Doomsday Book                           | Bantam Spectra                            | [ 13 ] |
| 1993 | Kim Stanley Robinson            | Marte roșu                              | HarperCollins                             | [ 13 ] |
| 1993 | Maureen F. McHugh               | China Mountain Zhang                    | Tor Books                                 | [ 13 ] |
| 1993 | John Varley                     | Steel Beach                             | Ace Books/Putnam Publishing Group         | [ 13 ] |
| 1994 | Kim Stanley Robinson*           | Marte verde                             | HarperCollins                             | [ 14 ] |
| 1994 | Greg Bear                       | Moving Mars                             | Tor Books                                 | [ 14 ] |
| 1994 | Nancy Kress                     | Beggars in Spain                        | Morrow AvoNova                            | [ 14 ] |
| 1994 | David Brin                      | Glory Season                            | Bantam Spectra                            | [ 14 ] |
| 1994 | William Gibson                  | Lumină virtuală                         | Bantam Spectra                            | [ 14 ] |
| 1995 | Lois McMaster Bujold*           | Dans în oglindă                         | Baen Books                                | [ 15 ] |
| 1995 | John Barnes                     | Mother of Storms                        | Tor Books                                 | [ 15 ] |
| 1995 | Nancy Kress                     | Beggars and Choosers                    | Tor Books                                 | [ 15 ] |
| 1995 | Michael Bishop                  | Brittle Innings                         | Bantam Books                              | [ 15 ] |
| 1995 | James Morrow                    | Towing Jehovah                          | Harcourt Brace                            | [ 15 ] |
| 1996 | Neal Stephenson*                | Era de diamant                          | Bantam Spectra                            | [ 16 ] |
| 1996 | Stephen Baxter                  | Corăbiile timpului                      | HarperPrism                               | [ 16 ] |
| 1996 | David Brin                      | Brightness Reef                         | Bantam Books                              | [ 16 ] |
| 1996 | Robert J. Sawyer                | Alegerea lui Hobson                     | Analog Science Fiction and Fact           | [ 16 ] |
| 1996 | Connie Willis                   | Remake                                  | Bantam Spectra                            | [ 16 ] |
| 1997 | Kim Stanley Robinson*           | Marte albastru                          | HarperCollins Voyager                     | [ 17 ] |
| 1997 | Lois McMaster Bujold            | Memory                                  | Baen Books                                | [ 17 ] |
| 1997 | Elizabeth Moon                  | Remnant Population                      | Baen Books                                | [ 17 ] |
| 1997 | Robert J. Sawyer                | Starplex                                | Analog Science Fiction and Fact           | [ 17 ] |
| 1997 | Bruce Sterling                  | Holy Fire                               | Bantam Spectra                            | [ 17 ] |
| 1998 | Joe Haldeman*                   | Pace eternă                             | Ace Books                                 | [ 18 ] |
| 1998 | Walter Jon Williams             | City on Fire                            | HarperPrism                               | [ 18 ] |
| 1998 | Dan Simmons                     | The Rise of Endymion                    | Bantam Spectra                            | [ 18 ] |
| 1998 | Robert J. Sawyer                | Frameshift                              | Tor Books                                 | [ 18 ] |
| 1998 | Michael Swanwick                | Jack Faust                              | Avon Publications                         | [ 18 ] |
| 1999 | Connie Willis*                  | To Say Nothing of the Dog               | Bantam Spectra                            | [ 19 ] |
| 1999 | Mary Doria Russell              | Children of God                         | Villard Books                             | [ 19 ] |
| 1999 | Robert Charles Wilson           | Darwinia                                | Tor Books                                 | [ 19 ] |
| 1999 | Bruce Sterling                  | Distraction                             | Bantam Spectra                            | [ 19 ] |
| 1999 | Robert J. Sawyer                | Factoring Humanity                      | Tor Books                                 | [ 19 ] |
| 2000 | Vernor Vinge*                   | Adâncurile cerului                      | Tor Books                                 | [ 20 ] |
| 2000 | Lois McMaster Bujold            | A Civil Campaign                        | Baen Books                                | [ 20 ] |
| 2000 | Neal Stephenson                 | Cryptonomicon                           | Avon Publications                         | [ 20 ] |
| 2000 | Greg Bear                       | Darwin's Radio                          | HarperCollins                             | [ 20 ] |
| 2000 | J. K. Rowling                   | Harry Potter și prizonierul din Azkaban | Bloomsbury Publishing                     | [ 20 ] |